# 埃比尼泽·阿西福亚
埃比尼泽·阿西福亚（英語：Ebenezer Assifuah，1993年7月3日—），是一名加纳足球运动员，司职前锋。现时效力马来西亚超级足球联赛球队吉打达鲁阿曼。

## 荣誉

### 俱乐部
錫永
- 瑞士杯冠军：2014–15

### 国家队
加纳U20
- 國際足協U-20世界盃季军：2013
- 非洲U-20國家盃亚军：2013